# Bonamia ferruginea
Bonamia ferruginea är en vindeväxtart som först beskrevs av Jacques Denys Denis Choisy, och fick sitt nu gällande namn av Hallier f. Bonamia ferruginea ingår i släktet Bonamia och familjen vindeväxter. Inga underarter finns listade i Catalogue of Life.